# Skytien

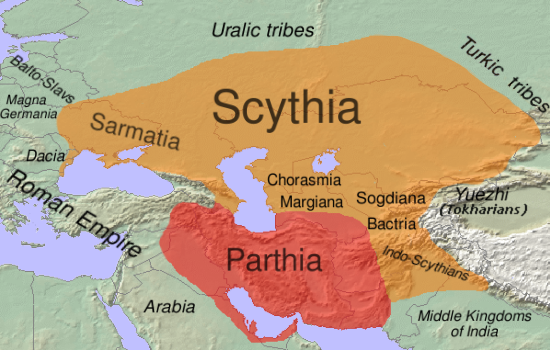
Uppskattad utsträckning av Skytien och de skytiska språken (orange) under första århundradet f.Kr. Sarmatien är markerat som den västligaste delen.

Skytien (grekiska: Σκυθία Skuthia) var under den klassiska antiken ett område i Eurasien som beboddes av det iransktalande folkslaget skyter från 700-talet f.Kr. till 200-talet e.Kr. Dess läge och utsträckning varierade över tiden, och omfattade enligt de klassiska författarna följande:
- Den pontisk-kaspiska stäppen: Kazakstan, södra Ryssland och Ukraina (som beboddes av skyter från senast 700-talet f.Kr.)
- Norra Kaukasus, inbegripet Azerbajdzjan och Georgien.
- Sarmatien, Ukraina, Vitryssland, Polen, upp till Oceanus Sarmaticus (Östersjön).[1]
- Södra Ukraina med nedre Donauområdet och Bulgarien, även känt som Scythia Minor.

Sakas (indoskyter) drog sig mot Sakestan och Indusdalen under första århundradet f.Kr., men dessa områden innefattas normalt inte i begreppet Skytien.

## Första skytiska kungadömet
Första skytiska kungadömet uppstod bland de skyter som på 600-talet f.Kr. drog sig från området norr om Svarta havet ner till Främre orienten. Det kännetecknades av stor avhängighet mellan etniska grupper, i och med att jordbrukssamhällen i sydöstra Kaukasien lades under skyterna, samt genom plundring och tribut till Medien men även Syrien och Egypten, och möjligen betalning för militärt stöd till Assyrien. Den sociala strukturen var mycket decentraliserad. De främsta kännetecknena på den skytiska samhällsorganisationen utvecklades före 600-talet f.Kr.
Sannolikt regerade samma dynasti Skytien under större delen av dess historia. Namnet Koloksai, den legendartade grundaren av den kungliga dynastin, nämns av Alkman på 600-talet f.Kr. Prototi och Madi, skytiska kungar under perioden i Främre Orienten, och deras efterträdare på stäppen norr om Svarta havet, tillhörde samma dynasti. Herodotos listar fem generationer av en kunglig ätt som troligen regerade under slutet av sjunde till sjätte århundradet f.Kr: prins  Anacharsis, Saulius, Idanthyrsus, Gnurus, Lycus, och Spargapithes. 
Skyterna besegrades och fördrevs från Främre Orienten av Kyaxares år 628 f.Kr., Därför var skyterna tvungna att återerövra landet norr om Svarta havet. Under andra halvan av det århundradet lyckades skyterna underkuva de jordbrukande stammarna på skogsstäppen, och lade dem under sitt tribut. Följaktligen återskapades deras stat genom att andra kungadömet grundades, vilken nådde sin höjdpunkt på 300-talet f.Kr.

## Andra skytiska kungadömet
Skytiens sociala utveckling under slutet av femte och under fjärde århundradena f.Kr. inbegrep dess privilegierade stratifiering i handeln med grekerna, ansträngningarna att kontrollera denna handel, och de följder detta ledde till: aggressiv extern politik, ökad exploatering av underkuvade folk, och tilltagande social stratifiering bland de nomadiska härskarna. Handeln med grekerna stimulerade också processen att överge den nomadiska livsföringen.
Närheten till de grekiska stadsstaterna vid Svarta havets kust (Olbia, Kimmeriska Bosporen, Chersonesos, Sindica, Tanais) var pådrivande i att slaveriet uppkom i det skytiska samhället, men detta endast i ett avseende: slavar såldes till grekerna i stället för att användas i den egna ekonomin. Av den anledningen började skyterna att ta slavar som krigsbyten under de många krig de deltog i.

### Skytien 400-200-talen f.Kr.
Den skytiska staten nådde sin största utsträckning under 300-talet f.Kr. under Ateas regering. Isokrates (436–338 f.Kr., Panegyrikos 67) ansåg att skyterna, men också trakerna och perserna, var "de med störst kapacitet till makt" och de folk "som var mest mäktiga". Under Ateas avvecklades tribunstrukturen i staten, och statsstyrelsen blev mer centraliserad. Från att tidigare tre basileusar (kungar) sägs ha styrt skyterna, berättar Strabon (VII, 3, 18) att Ateus regerade över större delen av de barbarer som bodde norr om Svarta havet. 
Skrivna källor anger att den skytiska staten utvidgades huvudsakligen i västlig riktning före 300-talet. I det hänseendet fortföljde Ateas samma politik som sina föregångare under 400-talet. Under den västliga expansionen, krigade Ateas mot Triballs.  En del av trakerna underkuvades och pålades flera plikter. Under Ateus 90-åriga liv slog sig skyterna ner i Trakien och spelade en viktig politisk roll på Balkan. Samtidigt ökade den skytiska befolkningen, både nomader och jordbrukare, längs Dnjestr. Ett krig mot Bosporiska kungadömet ledde till att skyternas tryck på de grekiska städerna vid norra Svarta havet ökade.
Material från platser nära Kamianka-Dniprovska, som förmodas ha varit huvudstad i Ateas stat, visar att metallurgin utfördes av fria medlemmar av samhället, om än de vore tyngda av pålagda plikter. Metallarbetena var synnerligen avancerade och de skytiska hantverkens enda utpräglade specialitet. Av Polyainos och Frontinus berättelser följer att det under 300-talet fanns ett avhängigt samhällsskikt, vilket utgjordes av fattiga skytiska nomader och lokal, jordbrukande urbefolkning, med socialt utanförskap och utnyttjande, och vilka inte deltog i krigen utan sysslade med åkerbruk och boskapsskötsel.
År 339 f.Kr. nådde det andra skytiska kungadömet sin höjdpunkt, och var början till dess fall. Kriget mot Filip II av Makedonien avlöpte med seger för Alexander den stores far, varunder den skytiske kungen Ateus stupade i ett slag som han deltog i fastän han var en bit över 90 år. Många kungliga kurganer (Chertomlyk, Kul-Oba, Aleksandropol, Krasnokut) är från tiden efter Ateus och föregående traditioner fortsatte; staten fortlevde till omkring 250-talet f.Kr. När Alexander den stores vicekung i Trakien, Zopyrion, år 331 invaderade Skytien och belägrade Olbia,  "för att han inte ville sitta sysslolös", led han slutligen ett krossande nederlag och dog.
Andra skytiska kungadömets fall inträffade under andra halvan av 200-talet f.Kr. när kelter och traker drev in från väster, och sarmater från öster. Sarmaterna, med deras ökande styrka, ödelade stora delar av Skytien och, med Diodoros ord, "förintade de besegrade, och större delen av landet förvandlade de till öken".
De underkuvade stammarna på skogsstäppen, som pålagts enorma bördor, gjorde sig fria när första tillfälle gavs. Befolkningarna vid Dnepr och Buh som regerats av skyterna, hade inte blivit skyter. De hade fortsatt leva på sitt traditionella vis, främmande för de skytiska krigen. Från 200-talet f.Kr. och flera århundraden framåt, skilde sig historierna för folken på stäppen och skogsstäppen. Folkens materiella kulturer förlorade hastigt sina gemensamma kännetecken. När den skytiska hegemonin var över på stäppen, slutade kurganer att uppföras. I arkeologiskt hänseende uppträder det sena Skytien som ett konglomerat av belägrade och icke-belägrade bosättningar med angränsande zoner av jordbrukssamhällen.
Utvecklingen av det skytiska samhället utmärks av följande trender:
1. En intensifierad bosättningsprocess, belagd med flertaliga kurgangravar på stäppområdet norr om Svarta havet, några från slutet av 400-talet f.Kr. men de flesta från 300- eller 200-talen f.Kr. vilka återspeglar att ett permanent vallstråk etablerats och en tendens till seminomadisk livsföring. Området vid nedre Dnepr har främst obelägrade bosättningar, medan den bofasta jordbrukande befolkningen på Krim och västra Skytien ökade. Bosättningarna vid Dnepr utvecklades från vad som tidigare varit vinterbosättningar för nomaderna och obebott land.
2. Tendenser till ägande och social ojämlikhet, början på en aristokratisk ideologi, ökad stratifiering bland de fria skytiska nomaderna. Majoriteten av kurgangravarna kommer från 300-talet f.Kr.
3. Tilltagande underkastelse av befolkningen på skogsstäppen, belagd arkeologiskt. Under 300-talet f.Kr. uppträder stäpptypiska gravar i skogsstäppsområdet vid Dnepr. Därtill avancerar nomaderna norrut på jakt efter nya områden att driva boskapen på, och visar på ett ökat tryck på jordbrukarna på skogsstäppen. Borispol-kurganerna tillhör nästan samtliga krigare, och ibland även kvinnliga krigare. Höjdpunkten för den skytiska stäppkulturen sammanfaller med avklingandet av kulturen på skogsstäppen. Från andra halvan av 400-talet f.Kr. minskar antalet importerade antikviteter i mellersta Dneprområdet på bekostnad av ökande fattigdom bland de underkuvade bönderna. På skogsstäppen är kurganerna fattigare under 300-talet f.Kr. än under föregående tider. Samtidigt ökar det kulturella inflytandet av stäppnomader. Senkov-kurganer i Kiev-området, som den lokala jordbrukande befolkningen efterlämnat, är fattigare och mindre nydanande, i skarp kontrast till Borispol-kurganerna från samma tid som de skytiska erövrarna efterlämnat.
4. Början till stadsliv bland skyterna.
5. Ökad handel med grekiska städer i norra Svarta havet, och ökad hellenisering bland den skytiska aristokratin. Efter att Aten lidit nederlag under Peloponnesiska kriget gick den attiska jordbrukskulturen under. Demosthenes skrev att omkring 400 000 medimner säd exporterades årligen från Bosporen till Aten. Den skytiska nomadiska aristokratin spelade inte endast rollen som mellanhand, utan deltog även aktivt i sädhandel på de underkuvade jordbrukarnas bekostnad, liksom i handel med slavar, skinn, och andra varor.

Skytiens senare historia domineras huvudsakligen av element av stadsliv och bofast jordbrukskultur. Som en följd av nederlagen som skyterna fick lida, upprättades två separata skytiska stater, två Mindre Skytien, en i Trakien (Dobrudja) och den andra på Krim och nedre Dneprområdet.

## Tredje skytiska kungadömet
När de hade slagit sig ner i Mindre Skytien i Trakien, övergav de forna skytiska nomaderna (eller snarare aristokratin bland dessa) sin nomadiska livsföring, och återtog sin makt över den jordbrukande befolkningen. Denna mindre stat måste särskiljas från det tredje skytiska kungadömet i Krim och nedre Dneprområdet, vars invånare också övergick från nomadisk livsföring till bofast. De mellannationella avhängigheterna ersattes av social avhängighet inom det egna samhället. Fiendskapen som det tredje skytiska kungadömet, med centrum i Skytiska Neapolis, hyste mot de grekiska bosättarna vid norra Svarta havet ökade. Uppenbarligen betraktade den skytiska kungen de grekiska kolonierna som onödiga mellanled i vetehandeln med det grekiska moderlandet.
Fullföljandet av den kungliga successionen är mycket mindre klar i Mindre Skytien i Krim och Trakien än den hade varit tidigare. Under 100-talet f.Kr. hamnade Olvia under skyterna. Händelsen markeras genom att staden börjar prägla mynt med den skytiske kungens namn, Skilurus. Han var son till en kung, och far till en kung, men förhållandet mellan hans ätt och den förra dynastin är okänd. Antingen Skilurus eller hans son och efterträdare Palakus begravdes i mausoleet i Skytiska Neapolis som användes från omkring 100 f.Kr. till 100 e.Kr. De sista gravarna är emellertid så fattiga att de inte verkar vara kungliga, vilket tyder på att de kungliga begravningarna skedde någon annanstans.
Senare, mot slutet av 100-talet f.Kr. befriades Oliva från den skytiska överhögheten, men hamnade i stället under Mitradates den store. Mot slutet av första århundradet f.Kr. hade Olbia återuppbyggts efter att det förstörts av geter, men hamnade under de daciska barbarkungarna, som slog sina egna mynt i staden. Under 100-talet e.Kr. tillhörde Olbia Romerska imperiet. Skytien var den första stat som krossades under goternas invasion på 100-talet.